# Рас-Таннура
Рас-Таннура (арабська: رأس تنورة) — місто у Саудівській Аравії розташоване на півострові, що тягнеться всередину Перської затоки.У Рас-Таннура розміщені нафтові термінали Саудовскої Аравії, а також розташована штаб-квартира корпорації Saudi Aramco.
Географічно, комплекс Рас-Таннура розміщений на південь від сучасного індустріального портового міста Джубаїль (колись сонне рибальське село) і на північ через бухту Тарут від старого портового міста (Аль-)Даммам. Хоча порт Рас-Таннура розміщується на маленькому півостріві, завдяки сучасній потребі нафтових танкерів в глибокому форватері Saudi Aramco побудував численні штучні острівці для легшої остановки в доці танкерів. Крім того, нафтові бурові вежі і виробничі потужності були побудовані біля берегу.

## Ресурси Інтернету
- Satellite image showing most parts of Ras Tanura: Aramco residential area, common city, and the huge oilfarms and oil seaport. [Архівовано 27 липня 2011 у Wayback Machine.]
- City-specific images and documents from the Aramco-Brats.com website
- Aramco Services Company site: By clicking the "communities" link, information and photo tour can be found about Ras Tanura as well as other Aramco communities.
- A billion barrels ago..., stories in the Ras Tanura refinery
- Ports of Ras Tanura

26°39′ пн. ш. 50°10′ сх. д. / 26.650° пн. ш. 50.167° сх. д.